# Rudolf Watzl
Rudolf Watzl (Vienna, 14 aprile 1882 – Przemyśl, 15 agosto 1915) è stato un lottatore austriaco.

## Biografia
Iniziò a lottare all'età di 24 anni. Fece parte del Wiener Ringsport-Klub.
Rappresentò l'Austria ai Giochi olimpici intermedi di Atene 1906 vincendo la medaglia d'oro nei pesi leggeri e quella di bronzo nel concorso generale.
Durante la prima guerra mondiale, si arruolò nell'esercito austro-ungarico, ma durante una delle controffensive alla fortezza di Przemyśl, in Polonia, venne fatto prigioniero dai russi e si ammalò. Il 15 agosto 1915 morì di tifo.

## Palmarès
- Giochi olimpici intermedi

Atene 1906: oro nei pesi leggeri; bronzo nel concorso generale;